# Мец-Робер
Мец-Робе́р (фр. Metz-Robert) — коммуна во Франции, находится в регионе Шампань — Арденны. Департамент — Об. Входит в состав кантона Шаурс. Округ коммуны — Труа.
Код INSEE коммуны — 10241.
Коммуна расположена приблизительно в 160 км к юго-востоку от Парижа, в 100 км южнее Шалон-ан-Шампани, в 25 км к востоку от Труа.

## Население
Население коммуны на 2008 год составляло 55 человек.
| 1962 | 1968 | 1975 | 1982 | 1990 | 1999 | 2008 |
| ---- | ---- | ---- | ---- | ---- | ---- | ---- |
| 34   | 42   | 37   | 49   | 47   | 51   | 55   |

## Экономика
В 2007 году среди 39 человек в трудоспособном возрасте (15—64 лет) 27 были экономически активными, 12 — неактивными (показатель активности — 69,2 %, в 1999 году было 58,3 %). Из 27 активных работали 26 человек (15 мужчин и 11 женщин), безработной была 1 женщина. Среди 12 неактивных 3 человека были учениками или студентами, 6 — пенсионерами, 3 были неактивными по другим причинам.

## Достопримечательности
- Церковь Успения Божьей Матери (XII век). Памятник истории с 1926 года[3]

## Фотогалерея

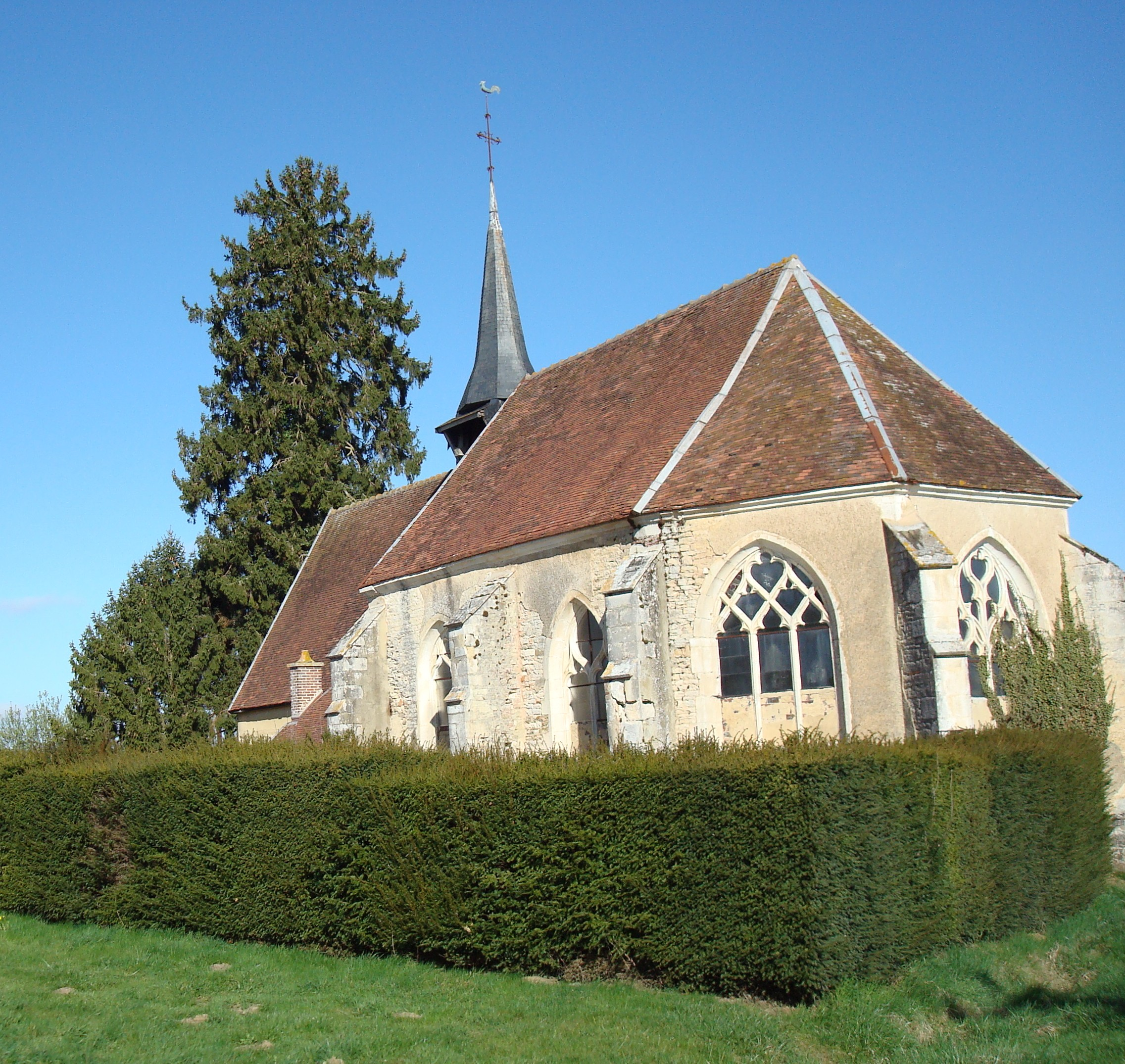
Церковь Успения Божьей Матери
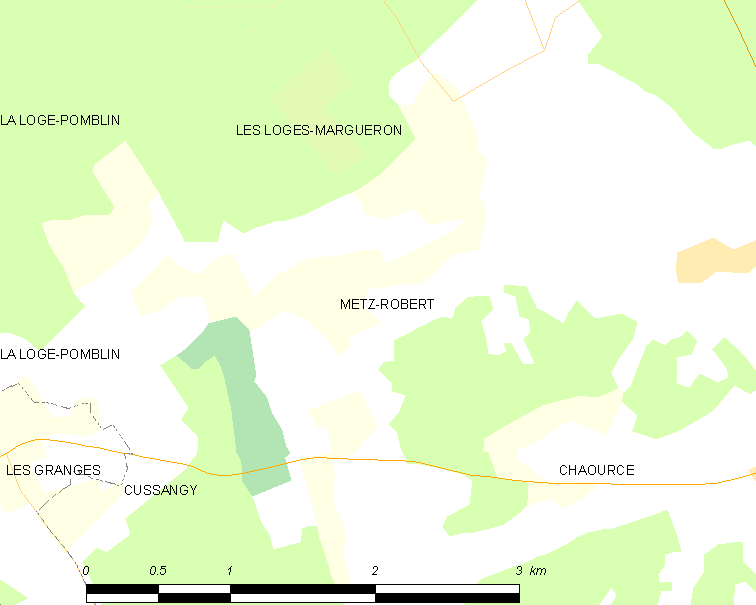
Карта коммуны